# Hexenloch (Seegebiet)
Als Hexenloch wird ein Seegebiet in der Nordsee bezeichnet, das etwa 160 km vom schottischen Aberdeen entfernt ist.

## Geologie

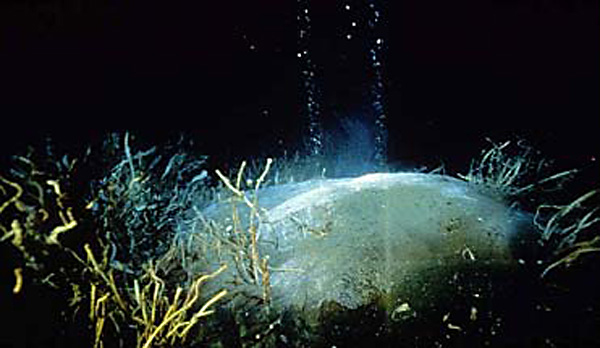
Methanausstoß am Meeresboden

Bei der Prospektion des Offshore-Ölfelds Witch Grounds in den 1970er Jahren stieß man auf Unregelmäßigkeiten am Meeresboden, die als Ergebnis von Erdgasausbrüchen interpretiert wurden. Die Existenz von Methanhydrat und seiner Freisetzung war zu dieser Zeit jedoch noch unbekannt. Bei genaueren Untersuchungen von Wissenschaftlern der Universität Sunderland  mit einem ferngesteuerten Tauchroboter fand man im November 2000 in 150 m Tiefe einen etwa 25 m langen aus Stahl gebauten Fischkutter, der von Marinehistorikern auf den Zeitraum von 1890 bis 1930 datiert wurde. Das Schiff stand eingehüllt in seine Fischernetze vollkommen unversehrt aufrecht auf dem Meeresboden. Die Forscher vermuteten, dass das Sinken des Schiffs durch aus dem Meeresboden austretendes Methangas verursacht wurde. Australische Forscher der Monash Universität in Melbourne führten Modellrechnungen und Laborversuche durch. Danach kann die Dichte des Meerwassers durch Gasblasen, die sich beim Aufstieg wegen des abfallenden Drucks vergrößern, aber auch durch den von sehr kleinen Gasblasen verursachten Schaum so weit herabgesetzt werden, dass die Schwimmfähigkeit eines Schiffes nicht mehr gewährleistet ist. Diese Vermutung für die Ursache der Havarie wird seit den 1990er Jahren durch die andauernde Entdeckung von weiteren Methanhydratvorkommen gestützt.

## Medien
Der deutsche Actionfilm Bermuda-Dreieck Nordsee (Regie: Nick Lyon) aus dem Jahr 2011 thematisiert die geophysikalischen Gegebenheiten des Hexenlochs innerhalb einer fiktiven Geschichte.